# Радмила Петровић (песникиња)
Радмила Петровић (Ужице, 1996) српска је песникиња. Ауторка четири збирке поезије.

## Биографија
Одрасла је у Ступчевићима код Ариља. Завршила је Економски факултет у Београду.
Као лауреат 42. Лимских вечери поезије објавила је збирку песама Мирис земље (Дом културе Пиво Караматијевић, Прибој, 2014.), а као победник 22. Поетског конкурса Десанка Максимовић збирку Целулозни рокенрол (СКЗ и Ваљевска гимназија, Ваљево, 2015).
Заступљена је у зборницима, учествовала на читањима поезије у Београду. Похађала је неколико радионица креативног писања, код Огњенке Лакићевић и онлајн радионицу за писање кратке приче код Сенке Марић. Њена збирка песама Моја мама зна шта се дешава у градовима, чији је уредник Звонко Карановић, изашла је 2020. године у издању ППМ Енклаве.

## Дела
Књиге поезије
- Мирис земље (Дом културе Пиво Караматијевић, Прибој, 2014)
- Целулозни рокенрол (СКЗ и Ваљевска гимназија, Ваљево, 2015)
- Моја мама зна шта се дешава у градовима (ППМ Енклава, Београд, 2020)
- Нисам знала што носим у себи (Шмекер-девојка, Београд, 2025)